# Selections from the Poetical Literature of the West
Selections from the Poetical Literature of the West – antologia poezji amerykańskiej zredagowana przez Williama Davisa Gallaghera i wydana w 1841. Zawiera wiersze 38 poetów, w tym samego antologisty. Wśród uwzględnionych autorów znaleźli się John M. Harney, John  B. Dillon, George D. Prentice, Frederick W. Thomas, Nathaniel Wright, James Hall, Otway Curry, Thomas H. Shreve, James H. Perkins, Charles A. Jones, Charles D. Drake, George B. Wallis, Albert Pike, Micah P. Flint, Amelia B. Welby, Anne P. Dinnis, Laura M. Thurston, Sarah J. Howe, Ephraim Peabody, William Wallace, James F. Clarke, James W. Ward, James B. Marshall, Rebecca S. Nichols, Harvey D. Little, Lewis Ringe i Lewis J. Cist, jak również Edwin R. Campbell, Lewis F. Thomas, William B. Fairchild, Hugh Peters, Julia L. Dumont, Caroline Lee Hentz, G.G. Foster, Peyton S. Symmes, William Newton i James G. Drake. Książka Gallaghera jest jedną z pierwszych antologii twórczości lokalnej opublikowanych w Stanach Zjednoczonych. 
Antologia została zrecenzowana w piśmie The North American Review.